# Большая Рудка
Больша́я Ру́дка — село в Шарангском районе Нижегородской области. Административный центр Большерудкинского сельсовета.
Население села составляет 603 человек (2010): марийцы — 48,1%, русские — 44,1%.

## География
Расположено в 12 км к юго-востоку от посёлка Шаранга, в 61 км к югу от Шахуньи и в 190 км к северо-востоку от Нижнего Новгорода. В 2-3 км к востоку от села проходит граница с Кировской областью.
Село находится на вершине возвышенности. В селе берут начало малые притоки Юкшумки (бассейн Большой Кокшаги), имеется пруд. У юго-восточного края села берёт начало река Киндюк, у южного края села — река Рутка (приток Волги), северо-западная часть села относится к бассейну Ветлуги.

## Транспорт
К селу с севера подходит тупиковая подъездная автодорога длиной 15 км от Шаранги (через Пестово), продолжающаяся в селе в качестве главной улицы на протяжении почти 3 км до юго-восточной окраины — далее на восток ведёт 6-километровая грунтовая дорога к посёлку Рассвет (выход на автодорогу на Санчурск).

## Инфраструктура
В селе действуют общеобразовательная школа, детский сад, дом-интернат, дом культуры, библиотека, фельдшерско-акушерский пункт, почтовое отделение, магазины.

## Административно-территориальные преобразования
С декабря 1934 по январь 1960 года село (вместе с районом) находилось в составе Кировского края / Кировской области.
С января 1960 — в составе Шарангского района Нижегородской области (за исключением периода с ноября 1962 по декабрь 1965 года, когда район был упразднён и передан в состав Тонкинского района).
В конце XX века село было объединено с селом Малая Рудка.